# يوم الانتقام
كان يوم الانتقام عطلة ليبية تحتفل بطرد اليهود والإيطاليين من الأراضي الليبية في عام 1970.

## الخلفية
في 1 سبتمبر 1969، بينما كان الملك ليبيا محمد إدريس السنوسي في تركيا لتلقي العلاج الطبي، تم خلعه في انقلاب من قبل مجموعة من ضباط الجيش الليبي تحت قيادة المقدم العقيد معمر القذافي. ألغيت الملكية وأعلنت الجمهورية. استبق الانقلاب تنازل إدريس وخلافة وريثه في اليوم التالي.
خلال الأشهر القليلة المقبلة، تغيرت السياسة الليبية تجاه الأجانب بشكل جذري. وافق المجلس الثوري على دستور جديد، وصف ليبيا بأنها عربية وحرة وديمقراطية. وباسم القومية العربية، قامت الحكومة الجديدة بتأميم معظم المقتنيات النفطية، واستولت على الممتلكات الإيطالية واليهودية، وأغلقت القواعد العسكرية الأمريكية والبريطانية (بما في ذلك قاعدة ويلوس الجوية الأمريكية، التي أعيدت تسميتها «عقبة بن نافع» بعد الفاتح العربي الإسلامي الأول لشمال أفريقيا.

## طرد الإيطاليين واليهود
في 21 يوليو 1970، أصدر المجلس الثوري قانونًا خاصًا لاستعادة الثروة المسروقة من الشعب الليبي من قبل الظالمين الإيطاليين (مثلما ذكر القذافي في خطاب ألقاه بعد بضعة أيام). بموجب هذا القانون، طُلب من الإيطاليين الذين عاشوا لفترة طويلة في ليبيا مغادرة البلاد بحلول 7 أكتوبر 1970. سيُحتفل يوم 7 أكتوبر بيوم الانتقام، وهو يوم وطني ليبي. تم طرد حوالي 20 ألف إيطالي و37000 يهودي من البلاد.
كان انقلاب معمر القذافي (المتأثر بالقومية العربية لجمال عبد الناصر) مدفوعًا بالاعتقاد بأن الأجانب ما زالوا يستغلون ليبيا، وقد جعل القذافي عملية إخلائهم من العلامات المميزة لبرنامجه. بحلول نهاية عام 1970، تم الاستيلاء على جميع المقتنيات الأجنبية، وغادر جميع اليهود والإيطاليين البلاد تقريبًا. ألغى معمر القذافي رسميا الاحتفالات في عام 2004، بعد توقيع معاهدة بين ليبيا وإيطاليا.

### الإيطاليون في ليبيا
يعود الغزو الإيطالي لليبيا إلى عام 1911، نتيجة للطموحات الإيطالية في شمال إفريقيا. تم ضم ليبيا إلى المملكة الإيطالية بعد معاهدة لوزان لعام 1923، التي أنهت الحرب الإيطالية التركية عام 1912.
لعدة سنوات، كان عدد قليل من المواطنين الإيطاليين يعيشون في المستعمرة الجديدة. وعندما استولى النظام الفاشي على السلطة في إيطاليا، زاد استعمار ليبيا. تدفق الآلاف من المستوطنين الإيطاليين على البلاد مع وعود بالأراضي والمساعدات المالية المجانية. وبحلول عام 1939، بلغ عدد الإيطاليين في ليبيا 108,419 (12.37 في المائة من إجمالي السكان) وفقًا لأرقام التعداد، فقد خطط لاستطيان 500000 مستوطن إيطالي بحلول الستينيات. كان السكان الإيطاليون يتركزون في الساحل حول مدينتي طرابلس (37 بالمائة من سكانها) وبنغازي (31 بالمائة). ومع الهزيمة الإيطالية في الحرب العالمية الثانية، تراجع التأثير الإيطالي.
بعد عدة سنوات تحت الانتداب البريطاني، أعلنت ليبيا في 24 ديسمبر 1951 استقلالها باعتبارها المملكة المتحدة الليبية (ملكية دستورية وراثية تحت حكم الملك محمد إدريس السنوسي). ومع أن العديد من الإيطاليين قد غادروا المستعمرة السابقة بالفعل، إلا أن الكثير منهم ظلوا (في المقام الأول المزارعين والحرفيين). كان الملك إدريس ملكًا متسامحًا، وكان يعامل عمومًا الشعب الإيطالي جيدًا.

### اليهود الليبيين
مُنح اليهود الليبيين (الذين عاشوا في ليبيا منذ القرن الثالث قبل الميلاد) الجنسية؛ لقد وصفتهم جوازات سفرهم بأنهم «يهود ليبيون». تم تقييد حقوقهم المدنية والسياسية، على افتراض أن لهم صلات بإسرائيل. في عامي 1945 و1948، عانى اليهود من المذابح، وغادر معظمهم ليبيا إلى إسرائيل في عام 1948.
بقي حوالي 6000 في ليبيا حتى أجبروا على المغادرة بعد المذبحة في يونيو 1967، والتي قتل خلالها 15. وبين عامي 1951 (استقلال ليبيا) و1970، لم يُمنح السكان الإيطاليون الجنسية الليبية. هاجر اليهود الليبيون الباقون إلى إسرائيل، وصادرت الحكومة الليبية ممتلكاتهم وأموالهم وممتلكاتهم.